# Tegalwaru (Tegal Waru)
Tegalwaru is een bestuurslaag in het regentschap Purwakarta van de provincie West-Java, Indonesië. Tegalwaru telt 2353 inwoners (volkstelling 2010).